# Старое Хмелевое
Старое Хмелевое — село в Мичуринском районе Тамбовской области, в составе сельского поселения Хмелевский сельсовет. Расположено вдоль старицы реки Польной Воронеж.

## Название
Село названо в связи с произрастание в этих местах дикого хмеля.

## История
Село Старое Хмелевое основано в 1636—1637 годах. Первыми поселенцами были выходцы из Рязанской губернии. Через Хмелевое проходил земляной вал бывшей Белгородской укрепленной сторожевой черты, построенной по указу царя Михаила Романова для защиты от набегов татар.
До революции село Старое Хмелевое имело волостное правление, церковь, несколько мелких торговых лавок, два кабака, винную лавку, 4 пивных, 5 чайных. В селе было 5 ветряных мельниц, 2 паровых, одна водяная. Действовали судно-сберегательное товарищество, земская и церковно-приходская школы с количеством учащихся 100 человек при трех учителях. В Старом Хмелевом проживало до 25 % безлошадных и до 30 % бескоровных семей.
В 1928 году образован первые колхозы. В 1957 году была завершена электрификация села. С 1960 года в селе действует колхоз «Родина» (в настоящее время СХПК «Родина»).
В 2008 году в состав села включено село Углянка.

## Население
| 1989 | 2002 | 2010 |
| ---- | ---- | ---- |
| 810  | ↘754 | ↗914 |